# Символы качества голоса
Символы качества голоса (VoQS) представляют собой набор фонетических символов, используемых для транскрипции беспорядочной речи того, что в речевой патологии известно как «качество голоса». Эта фраза означает только то, что она делает в фонетике (то есть фонирование) в нескольких случаях. В других это означает вторичная артикуляция.
Символы VoQS обычно сочетаются с фигурными скобками, которые охватывают раздел речи, точно так же, как с просодической нотацией в расширениях для МФА. Символы могут быть дополнены цифрой, чтобы передать относительную степень качества. Например, V! используется для грубого голоса, а {3V! ... 3V!} указывает на то, что промежуточная речь очень грубая. L̞ указывает на опущенную гортань. Таким образом, {L̞1V! ... 1V!L̞} указывает на то, что промежуточная речь менее резкая с опущенной гортанью.
VoQS использует в основном диакритические знаки МФА или расширений для МФА для заглавных букв для изменяемого элемента: V для «голоса»/артикуляции, L для «гортани» и J для «челюсти». Степень обозначается 1 для лёгкого, 2 для умеренного и 3 для крайнего.

## Символы
Используются следующие комбинации букв и диакритических знаков. Они указывают на механизм воздушного потока, фонацию или вторичную артикуляцию на протяжении всей речи.  Например, «палатализованный голос» указывает на палатализацию всех сегментов речи, заключённых в фигурные скобки.
Некоторые из этих символов могут быть с пользой использованы как часть одиночных звуков речи, в дополнение к обозначению качества голоса в разных частях речи.  Например, [ↀ͡r̪͆ː] — звук raspberry, а [{ↀ ... ↀ}] указывает на строку речи с качеством Дональда Дака. [ɬ↓ʔ] – это звук l* в дамин, а [{↓ ... ↓}] – строка ингрессивной речи.

### Воздушные механизмы
Механизм воздушного потока — это процесс создания потока воздуха, необходимого для речи.
{ↀ} Буккальная речь (символ символизирует пузыри воздуха в щеках)
{Œ} Пищеводная речь (символ происходит от буквы œ слова œsophagus)
{Ю} Трахейно-пищеводная речь (символ пытается изобразить двойственную природу воздушного потока)
{↓} Пульмональническая ингрессивная речь

### Типы фонации
Четыре основных типа фонации, кроме безголосных, получают разные буквы:
{V} «голос»
{F} «фальцет»
{W} Шёпот (Обычно шёпотом являются только нормально модальные сегменты, в то время как глухие сегменты остаются глухими. Обратите внимание, что этот «шёпот» отличается от «шёпота» ниже.)
{C} Скрип
Изменения сделаны с диакритическими знаками. Термины «шепчущий голос» и «хриплый голос» следуют Кэтфорду (1977) и отличаются от лексики IPA, при этом VoQS «шепчущий голос» эквивалентен IPA «хриплый голос» / «бормотание». Поэтому обозначения {Ṿ} и {V̤} часто путают, и {V̤}, возможно, следует использовать для VoQS «шепчущий голос», например. {Vʱ} для VoQS "хриплый голос"..
{Ṿ} шёпот (бормотание; хриплый голос IPA)
{V̰} Скрипучий голос
{V̤} Хриплый голос
{C̣} Шёпотный скрип
{V͉} вялый/слабый голос
{V!} Грубый голос (без вибрации желудочков; это может отличаться от использования слова «резкий» в разных языках, что может совпадать со словом «желудочковый», далее)
{V‼} желудочковая фонация
{V̬‼} Диплофония (одновременная желудочковая и голосовая вибрация; см. также Киста голосовых складок)
{Ṿ‼} шепотная фонация желудочков
{V𐞀} (html VꜲ) Ареппиглоттальная фонация
{V͈} нажатая фонация/плотный голос (созданный путем сдавливания черпаловидных хрящей так, что вибрируют только передние связочные голосовые связки; противоположность шепоту,  где вибрация задняя)
{W͈} Скупой шёпот
{ꟿ} Спастическая дисфония
{И} электроларингеальная фонация (приблизительно символ электричества)
{L̝} приподнятая гортань
{L̞} опущенная гортань
{Vꟸ} faucalized voice (символ сужения фаукальных столбов)
{(V)} нулевой воздушный поток